# Types d'orbites planétaires dans un système stellaire binaire
Dans un système stellaire binaire, les planètes peuvent se situer sur différents types d'orbites. Cet article vise à lister et expliquer ces types d'orbites.

## Type S
Les orbites de type S sont celles des planètes orbitant autour d'une seule des deux étoiles du système. Les planètes sur ce type d'orbites sont donc des planètes « circumprimaires » ou « circumsecondaires » selon qu'elles orbitent autour de l'étoile primaire ou secondaire du système.

## Type P
Les orbites de type P sont celles des planètes en orbite autour des deux étoiles du système en même temps. Les planètes sur ce type d'orbites sont dites « circumbinaires ».

Vue d'artiste du système Kepler-16 avec l'étoile primaire Kepler-16 A en jaune, l'étoile secondaire Kepler-16 b en orange et la planète circumbinaire Kepler-16 (AB) b en violet. Kepler-16 (AB) b se trouve sur une orbite de type P.

## Type T
Les orbites de type T sont celles des planètes se trouvant à (ou proche de) un des deux points de Lagrange L4 ou L5 du système binaire. Les planètes sur ce type d'orbites sont donc « troyennes » de l'étoile secondaire du système par rapport à l'étoile primaire.

Étoile primaire en jaune au centre, étoile secondaire en bleu à droite. Une planète sur une orbite de type T se trouverait proche d'un des deux points L4 ou L5.